# Кубок конфедерації КАФ
Кубок конфедерації КАФ (англ. CAF Confederation Cup, фр. Coupe de la confédération) — міжнародне змагання з футболу для клубів країн, що входять в Африканську конфедерацію футболу. Утворений у 2004 році, коли 2 клубних африканських турніру — Кубок КАФ і Кубок володарів кубків КАФ, були об'єднані в єдиний турнір.
Є аналогом Ліги Європи УЄФА. У турнірі беруть участь переможці кубкових змагань своїх країн, а також клуби найсильніших чемпіонатів Африки, що займають місця в чемпіонатах країн слідом за командами, кваліфікованими для участі в Лізі чемпіонів КАФ. Також у кубок потрапляють команди, які не пробилися в груповий етап Ліги чемпіонів КАФ.
Переможець кубка бере участь в Суперкубку КАФ, де його суперником є переможець Ліги чемпіонів КАФ.

## Фінали
| Сезон | Переможець             | Рахунок             | Фіналіст                       |
| ----- | ---------------------- | ------------------- | ------------------------------ |
| 2004  | Гартс оф Оук (Аккра)   | 1:1, 1:1 (пен. 8:7) | Асанте Котоко (Кумасі)         |
| 2005  | ФАР (Рабат)            | 0:1, 3:0            | Долфінс (Порт-Гаркорт)         |
| 2006  | Етуаль дю Сахель (Сус) | 1:1, 0:0 (ч)        | ФАР (Рабат)                    |
| 2007  | Сфаксьєн (Сфакс)       | 4:2, 1:0            | Аль-Меррейх (Омдурман)         |
| 2008  | Сфаксьєн (Сфакс)       | 0:0, 2:2 (ч)        | Етуаль дю Сахель (Сус)         |
| 2009  | Стад Мальєн (Бамако)   | 0:2, 2:0 (пен. 3:2) | ЕС Сетіф (Сетіф)               |
| 2010  | ФЮС (Рабат)            | 0:0, 3:2            | Сфаксьєн (Сфакс)               |
| 2011  | МАС Фес (Фес)          | 1:0, 0:1 (пен. 6:5) | Клуб Африкен (Сфакс)           |
| 2012  | Леопардс (Лубомо)      | 2:2, 2:1            | Джоліба (Бамако)               |
| 2013  | Сфаксьєн (Сфакс)       | 2:0, 1:2            | ТП Мазембе (Лубумбаші)         |
| 2014  | Аль-Аглі (Каїр)        | 1:2, 1:0 (ч)        | Севе Спорт (Сан-Педро)         |
| 2015  | Етуаль дю Сахель (Сус) | 1:1, 1:0            | Орландо Пайретс (Йоганнесбург) |
| 2016  | ТП Мазембе (Лубумбаші) | 1:1, 4:1            | МО Беджая (Беджая)             |
| 2017  | ТП Мазембе (Лубумбаші) | 2:1, 0:0            | Суперспорт Юнайтед (Преторія)  |
| 2018  | Раджа (Касабланка)     | 3:0, 3:1            | Віта (Кіншаса)                 |
| 2019  | Замалек (Каїр)         | 1:0, 0:1 (пен. 5:3) | Ренесанс (Беркан)              |
| 2020  | Ренесанс (Беркан)      | 1:0                 | Пірамідс (Каїр)                |
| 2021  | Раджа (Касабланка)     | 2:1                 | Кабілія (Тізі-Узу)             |
| 2022  | Ренесанс (Беркан)      | 1:1 (пен. 5:4)      | Орландо Пайретс (Йоганнесбург) |
| 2023  | УСМ Алжир (Алжир)      | 2:1, 0:1 (ч)        | Янг Афріканс (Дар-ес-Салам)    |
| 2024  | Замалек (Каїр)         | 1:2, 1:0 (ч)        | Ренесанс (Беркан)              |

## Переможці та фіналісти
| Клуб                   | П | Ф | Роки             |
| ---------------------- | - | - | ---------------- |
| Сфаксьєн (Сфакс)       | 2 | 3 | 2007, 2008, 2010 |
| ФАР (Рабат)            | 1 | 2 | 2005, 2006       |
| Етуаль дю Сахель (Сус) | 1 | 2 | 2006, 2008       |
| Гартс оф Оук (Аккра)   | 1 | 1 | 2004             |
| Стад Мальєн (Бамако)   | 1 | 1 | 2009             |
| ФЮС (Рабат)            | 1 | 1 | 2010             |
| Асанте Котоко (Кумасі) |   | 1 | 2004             |
| Долфін (Порт-Гаркорт)  |   | 1 | 2005             |
| Аль-Меррейх (Омдурман) |   | 1 | 2007             |
| ЕС Сетіф (Сетіф)       |   | 1 | 2009             |

### По країнам
| Страна  | П | Ф |
| ------- | - | - |
| Туніс   | 3 | 5 |
| Марокко | 2 | 3 |
| Гана    | 1 | 2 |
| Малі    | 1 | 1 |
| Нігерія |   | 1 |
| Судан   |   | 1 |
| Алжир   |   | 1 |